# Gvia HaMedina 2015-2016
La Coppa d'Israele 2015-2016 (in ebraico 2015-2016 גביע המדינה, Gvia HaMedina 2015-2016, cioè "Coppa di Stato 2015-2016") è stata la 77ª edizione della competizione, la 62ª dalla nascita dello Stato di Israele. Il torneo è iniziato il 4 settembre 2015 ed è terminato il 24 maggio 2016.
Il Maccabi Haifa ha vinto il trofeo per la 6ª volta nella sua storia, sconfiggendo in finale i campioni uscenti del Maccabi Tel Aviv per 1-0.

## Sesto turno
Dal primo al quinto turno la Coppa d'Israele si gioca a livello regionale e partecipano tutte le squadre iscritte all'IFA. A partire dal sesto turno la Coppa d'Israele si gioca a livello nazionale.
| Squadra 1                        | Risultato | Squadra 2                    |
| -------------------------------- | --------- | ---------------------------- |
| Ironi Nesher                     | 3–0       | Beitar Nahariya              |
| Maccabi Sektzia Ma'alot-Tarshiha | 2–0       | Hapoel Ramot Menashe Megiddo |
| Maccabi Daliyat al-Karmel        | 0–2       | Maccabi Ironi Kiryat Ata     |
| Hapoel Ironi Or Akiva            | 0–4       | Haifa Robi Shapira           |
| Ironi Baqa al-Gharbiyye          | 2–1       | Hatzor HaGlilit              |
| Hapoel Bnei Ar'ara 'Ara          | 0–1       | Hapoel Herzliya              |
| Beitar Kfar Saba                 | 3–0       | Nordia Gerusalemme           |
| Ironi Ashdod                     | 0–1       | Hakoah Ramat Gan             |
| Bnei Yeechalal Rehovot           | 4–0       | Hapoel Kfar Shalem           |
| Shimshon Tel Aviv                | 1–2       | Maccabi Sha'arayim           |
| Hapoel Marmorek                  | 2–0       | Ironi Or Yehuda              |
| Maccabi Kabilio Giaffa           | 3–2       | Maccabi Segev Shalom         |
| Hapoel Azor                      | 1–3       | Sektzia Ness Ziona           |
| Hapoel Ihud Bnei Jatt            | 2–1       | Roei Heshbon Tel Aviv        |
| Ironi Bnei Kabul                 | 0–1       | Ironi Tiberias               |
| Hapoel Kfar Kana                 | 3–0       | Tzeirei Tamra                |

## Settimo turno
| Squadra 1              | Risultato           | Squadra 2                        |
| ---------------------- | ------------------- | -------------------------------- |
| Nazareth Illit         | 2–2 (dts) (4–3 dcr) | Ironi Nesher                     |
| Hapoel Bnei Lod        | 1–2                 | Maccabi Ahi Nazaret              |
| Bnei Yeechalal Rehovot | 1–3                 | Hakoah Ramat Gan                 |
| Hapoel Gerusalemme     | 1–3                 | H. Rishon LeZion                 |
| Beitar Tel Aviv Ramla  | 2–0                 | Hapoel Petah Tiqwa               |
| Maccabi Yavne          | 2–0                 | Ironi Tiberias                   |
| Hapoel Kfar Kana       | 1–3                 | Ironi Baqa al-Gharbiyye          |
| Hapoel Herzliya        | 1–1 (dts) (0–3 dcr) | Ironi R. HaSharon                |
| Hapoel Ashkelon        | 2–0                 | Maccabi Sha'arayim               |
| Ashdod                 | 2–1                 | Maccabi Ironi Kiryat Ata         |
| Haifa Robi Shapira     | 0–1                 | Maccabi Kabilio Giaffa           |
| Maccabi Herzliya       | 2–1                 | Hapoel Ihud Bnei Jatt            |
| Beitar Kfar Saba       | 2–2 (dts) (4–3 dcr) | Maccabi Sektzia Ma'alot-Tarshiha |
| Hapoel Marmorek        | 0–4                 | Sektzia Ness Ziona               |

## Ottavo turno
| Squadra 1               | Risultato           | Squadra 2              |
| ----------------------- | ------------------- | ---------------------- |
| Ironi Baqa al-Gharbiyye | 0–3                 | Hapoel Ashkelon        |
| Maccabi Yavne           | 2–2 (dts) (4–5 dcr) | Hapoel Ramat Gan       |
| Ashdod                  | 2–0                 | Maccabi Ahi Nazaret    |
| Maccabi Petah Tiqwa     | 2–0                 | Ironi K. Shmona        |
| Maccabi Netanya         | 0–1                 | Sektzia Ness Ziona     |
| Beitar Kfar Saba        | 0–0 (dts)           | Bnei Sakhnin           |
| Hapoel Haifa            | 3–1                 | Maccabi Kabilio Giaffa |
| Bnei Yehuda             | 2–1                 | Hapoel Akko            |
| Hapoel Katamon G.       | 0–2                 | H. Rishon LeZion       |
| Maccabi Kiryat Gat      | 0–1                 | Hapoel Be'er Sheva     |
| Hapoel Ra'anana         | 3–0                 | Hakoah Ramat Gan       |
| Hapoel Kfar Saba        | 2–0                 | Hapoel Afula           |
| Maccabi Herzliya        | 1–2                 | Beitar Tel Aviv Ramla  |
| Nazareth Illit          | 3-3 (dts) (2-4 dcr) | Hapoel Tel Aviv        |
| Maccabi Haifa           | 2–1                 | Beitar Gerusalemme     |
| Ironi R. HaSharon       | 1–3                 | Maccabi Tel Aviv       |

## Ottavi di finale
| Squadra 1           | Risultato           | Squadra 2             |
| ------------------- | ------------------- | --------------------- |
| Maccabi Haifa       | 1–0                 | Hapoel Haifa          |
| H. Rishon LeZion    | 1–2 (dts)           | Maccabi Tel Aviv      |
| Hapoel Kfar Saba    | 2–1                 | Hapoel Tel Aviv       |
| Maccabi Petah Tiqwa | 1–2                 | Hapoel Be'er Sheva    |
| Ashdod              | 1–2                 | Bnei Yehuda           |
| Hapoel Ashkelon     | 2–0                 | Hapoel Ramat Gan      |
| Hapoel Ra'anana     | 0–0 (dts) (4–5 dcr) | Beitar Tel Aviv Ramla |
| Sektzia Ness Ziona  | 0–0 (dts) (4–5 dcr) | Bnei Sakhnin          |

## Quarti di finale
| Squadra 1          | Totale | Squadra 2             | Andata | Ritorno |
| ------------------ | ------ | --------------------- | ------ | ------- |
| Bnei Yehuda        | 3–6    | Maccabi Haifa         | 2–2    | 1–4     |
| Hapoel Kfar Saba   | 0–5    | Maccabi Tel Aviv      | 0–3    | 0–2     |
| Hapoel Be'er Sheva | 4–0    | Beitar Tel Aviv Ramla | 2–0    | 2–0     |
| Bnei Sakhnin       | 3–2    | Hapoel Ashkelon       | 3–0    | 0–2     |

## Semifinali
| Squadra 1          | Risultato | Squadra 2        |
| ------------------ | --------- | ---------------- |
| Hapoel Be'er Sheva | 1 – 3     | Maccabi Haifa    |
| Bnei Sakhnin       | 2 – 3     | Maccabi Tel Aviv |

## Finale
| Arbitro: | Roi Reinshreiber |

|  |           |          |
|  | Marcatori | 36’ Ezra |